# Futbolniy Klub Tom
O Futbolniy Klub Tom (em russo: Футбо́льный Клуб Томь), conhecido popularmente como Tom Tomsk (em russo: Томь Томск) é um clube de futebol de Tomsk, no Oblast homônimo, localizado na Sibéria, Rússia. Suas cores são verde e branco. Disputa atualmente a Segunda Divisão do Campeonato Russo de Futebol.

## História
Antes de receber o nome atual, o Tom ostentou as denominações de "Burevestnik" (1957), "Tomich" (1958, 1961-1963), "Sibelektromotor" (1959-1960), "Torpedo" (1964-1967, 1974-1978), "Tomles" (1968-1973) e "Manometr" (1979-1987). 
Disputou a Primeira Divisão do Campeonato Russo de Futebol da temporada 2005 até a temporada 2011/2012 quando foi rebaixado, retornando nas temporadas 2013/2014 e 2016/2017, não conseguindo manter a categoria em ambas ocasiões. Tem como melhores campanhas na primeira divisão dois oitavos lugares obtidos em 2006 e 2010 e um nono em 2009. Atualmente disputa a Segunda Divisão do Campeonato Russo de Futebol.
Quase acabou eliminado do certame enquanto estava na elite do futebol nacional devido à crise financeira vivida pelo clube. O Tom tinha dívidas de cerca de 300 milhões de rublos em junho de 2009 quando, devido a uma intervenção do então primeiro-ministro do país Vladimir Putin, os siberianos puderam manter sua trajetória no topo do futebol russo.
O Tom Tomsk manda seus jogos no Estádio Trud, em Tomsk, que conta com capacidade para 10 mil torcedores.

## Símbolos do clube

### Cores
| Verde | Branco |

As cores do clube são o verde e o branco. Essas cores também são usadas nas imagens do brasão e bandeira da cidade de Tomsk.

### Escudo
Em 1996, um novo emblema foi desenvolvido para o clube, cujos elementos principais eram um escudo verde e amarelo, separados por uma letra branca "T" (simbolizando os nomes da equipe e da cidade) com uma inscrição estilizada "Tom Tomsk", bem como uma imagem de um cavalo branco (elemento do brasão de armas da cidade de Tomsk). O escudo foi emoldurado com listras azuis indicando a data de fundação do clube - 1957, bem como o lema Sui Generis (latim para "único de seu gênero").
Em 16 de janeiro de 2008, a liderança do clube introduziu um novo logotipo, que manteve os principais elementos do emblema anterior, mas foi feito em um design diferente. A resolução de cores foi alterada - as cores tornaram-se mais escuras, os elementos de cor amarela desapareceram, a listra com o lema ficou preta e a letra “T” em azul dividiu o escudo. O escudo ficou mais estreito nas bordas e as pontas de um flanco ganhou uma sombra mais escura.

## Torcida
Desde os anos 2000, o Tom tem tradicionalmente mantido posições altas em termos da média de comparações em jogos em casa (primeiro na segunda divisão e depois na Premier League). Em 2010, esta média foi de 11.920 pessoas por jogo (6º lugar no campeonato). No entanto, após a primeira partida da equipe da Premier League, a participação dos jogos em casa da equipe começou a diminuir gradualmente.
De acordo com um estudo realizado pela Nielsen sobre torcedores de futebol na Rússia, em 2011 o Tom ficou em 8º lugar no número de torcedores entre os clubes russos: cerca de 2% dos entrevistados se declararam seus apoiadores.
O maior rival para os fãs do Tom Tomsk é o Sibir de Novosibirsk. Os torcedores do Tom têm boas relações com os torcedores do Amkar de Perm.

### Média de público
Média de comparecimento aos jogos em casa da equipe nos campeonatos da temporada da Rússia::

## Elenco atual
Atualizado em 5 de novembro de 2018.